# Haus mit der eisernen Achse

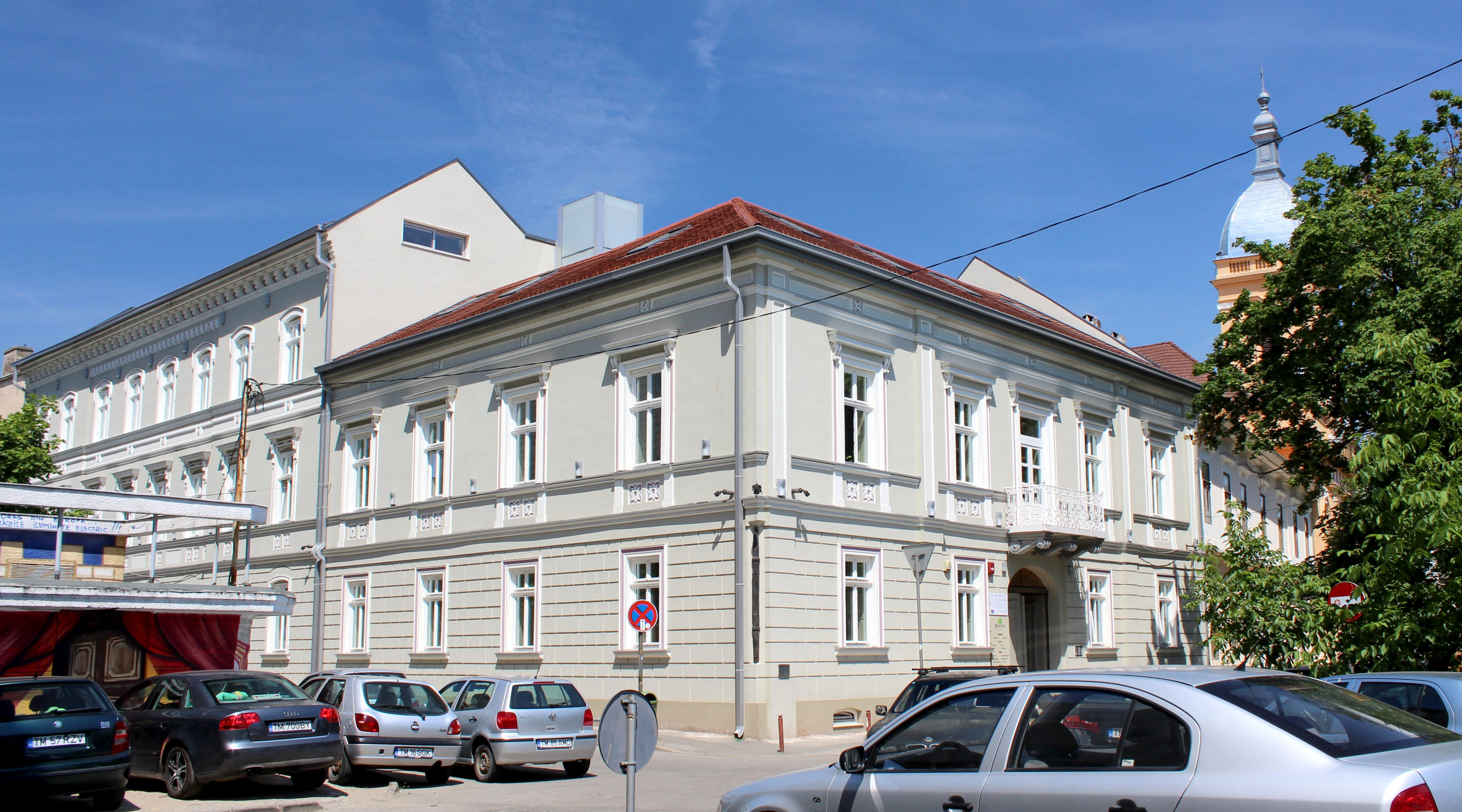
Haus mit der eisernen Achse, 2018

Das Haus mit der eisernen Achse (rumänisch Casa cu axa de fier) ist ein denkmalgeschütztes Gebäude im I. Bezirk Cetate der westrumänischen Stadt Timișoara (deutsch Temeswar). Es befindet sich am Piața Dr. I. C. Brătianu Nr. 1 gegenüber dem Dikasterialpalast.

## Geschichte
Das Haus mit der „Eisernen Achse“ stammt aus dem 18. Jahrhundert. In einer Nische der äußeren Hauswand ist als Hauszeichen eine eiserne Achse mit einer Länge von 2,5 Metern angebracht. Bis 1950 war in der Nähe der Eisenachse eine Tafel mit folgendem Text angebracht: „Das Haus mit der Achse aus Eisen aus dem 18. Jahrhundert.“
Eine Legende besagt, dass die Achse zu dem Wagen gehört haben soll, in dem Eugen von Savoyen nach der Kapitulation der Osmanen am 18. Oktober 1716 in das damalige Temeswar einzog.